# HMS Nassau (1785)
HMS Nassau (1785) — 64-пушечный линейный корабль третьего ранга. Четвертый корабль Королевского флота, названный HMS Nassau, в честь короля Вильгельма III Оранского, представителя Оранско-Нассауской династии. 

## Постройка
Седьмой линейный корабль типа Ardent. Заложен в марте 1783 года. Спущен на воду 28 сентября 1785 года на частной верфи Хиллхаус в Бристоле. 

## Служба
Во время мятежа в Норе в мае-июне 1797 года, Nassau находился под командованием капитана Эдварда О'Брайена. Экипаж Nassau оказался в числе недовольных, так как им не выплачивали жалование за последние 19 месяцев службы. Когда взбунтовавшийся экипаж попытался повесить двух матросов, которые отказались присоединиться к ним, О'Брайен заявил, что если это случится, то он бросится за борт. Это немного отрезвило мятежников, но тем не менее О'Брайен вскоре покинул корабль, и хотя экипаж выразил свою привязанность к нему и попросил его вернуться, он отказался сделать это до тех пор, пока мятеж не закончится.
В августе 1799 года Nassau был понижен до 36-пушечного корабля и переоборудован в войсковой транспорт. В августе 1799 года 
под командованием капитана Джорджа Триппа принял участие в неудачной экспедиции в Голландию.
Вечером 14 октября 1799 года Nassau сел на мель возле острова Тексел. На другой день на помощь к нему подошел британский бриг, но из-за сильного волнения моря он не смог спустить шлюпки. Тогда шлюпку попытались спустить с Nassau, но она перевернулась и все, кто находился в ней, погибли. Однако спустя еще несколько часов ветер ослаб, и весь оставшийся экипаж корабля удалось спасти.